# BK-virus
BK-virus är ett dubbelsträngat DNA-virus med cirkulärt genom som tillhör familjen polyomavirus. Viruset sprids från människa till människa, men exakt hur det sprids är ännu inte känt. Både luftvägarna och mag- och tarmkanalen har föreslagits som möjliga ingångar för viruset. Genomet är till 75 % identiskt med JC-virus och upptäcktes samtidigt som detta 1971. Initialerna hos patienten som viruset först upptäcktes hos har givit viruset dess namn.
Viruset är väldigt vanligt förekommande, ungefär 80 % har antikroppar mot viruset vid 7 års ålder, men den drabbade får få eller inga symptom. Efter primärinfektionen lägger sig viruset latent, framför allt i njurens epitelceller. Det är i första hand personer med ett försvagat immunförsvar som drabbas av problem. Vid njurtransplantation behandlas patienter med läkemedel som hämmar immunförsvaret. I samband med detta drabbas 1–7 % av allvarlig inflammation i njuren på grund av att BK-virus reaktiveras, BK-virusnefropati (BKVN). Detta kan leda till funktionsnedsättning av njuren och i värsta fall till att den transplanterade njuren slutar fungera helt. Viruset kan, vid reaktivering, detekteras i urin och serum, även om det enda säkra sättet att diagnostisera en njurinflammation är med biopsi.
Det finns ingen bra behandling mot BKVN. Den viktigaste åtgärden är att minska den immunhämmande behandlingen så att det egna immunförsvaret kan få kontroll över viruset. Ibland ges det antivirala läkemedlet cidofovir. Cidofovir är dock skadligt för njuren, varför denna behandling skall användas med försiktighet.
Jämfört med andra DNA-virus är BK-virus väldigt instabilt, därför har flera undergrupper uppstått. Viruset består av fyra subtyper baserat på variationer i DNA-sekvensen hos viruset. Vanligast är subtyp I som är spridd över hela världen, medan subtyp IV är den näst vanligaste och mest spridd i nordöstra Asien och Europa. Subtyp I delas in i fyra subgrupper, Ia, Ib-1, Ib-2 och Ic, där Ib-2 är vanligast i Europa och Sverige. Subtyp IV delas in i subgrupper IVa1, IVa2, IVb1, IVb2, IVc1, and IVc2. 